# Pogoro
Pogoro är en ort i Burkina Faso.   Den ligger i provinsen Province du Bam och regionen Centre-Nord, i den centrala delen av landet, 140 km norr om huvudstaden Ouagadougou. Pogoro ligger 358 meter över havet och antalet invånare är 2 213.
Terrängen runt Pogoro är platt. Runt Pogoro är det ganska tätbefolkat, med 56 invånare per kvadratkilometer.. Närmaste större samhälle är Gondékoubé, 11,4 km nordost om Pogoro.
Trakten runt Pogoro består i huvudsak av gräsmarker.